# جوناثان كي كوان
جوناثان كي كوان (بالإنجليزية: Jonathan Ke Quan)، والمعروف باسم كي هوي كوان، هو لاعب تايكوندو وممثل أمريكي، حاز على جائزة الأوسكار عام 2023 لأفضل ممثل مساعد عن فيلم "كل شيء في كل مكان دفعة واحدة"، ليكون أول ممثل من أصل فيتنامي يحصل على الجائزة

## مسيرته المهنية
بدأت مسيرة كوان المولود في 20 أغسطس 1971 بمدينة هو تشي منه في فيتنام.، الفنية وهو في سن الـ 12 عاماً، عندما حصل على فرصة تجربة أداء لدور نشال صيني في فيلم "إنديانا جونز و معبد الموت" عام 1984، ليلعب بعدها بعام دور البطولة في فيلم "الحمقى"، وواصل الطفل الآسيوي المهاجر ظهوره في مسلسلات تلفزيونية كوميدية كمسلسل "معاً نقف" و"رئيس الفصل"، إلا أنه في التسعينيات بدأت الأدوار السينمائية تتلاشى أمامه ليكتفي بالعمل خلف الكواليس كمنسق ألعاب خفة ومساعد مخرج.
ويقول في مقابلة صحافية مع التلغراف البريطانية إنه "من الصعب دائمًا الانتقال من ممثل طفل إلى ممثل بالغ، ولكن عندما تكون آسيوياً، يكون الأمر أكثر صعوبة بـ 100 مرة".
وعند اقترابه من الخمسين عاماً، أعاد كوان الكرّة من جديد في التمثيل عندما أدى دور مساعد البطل في فيلم "كل شيء في كل مكان دفعة واحدة"، الفيلم الذي اكتسح جوائز الأوسكار لعام 2023.
وعندما تتويجه بالجائزة، اختصر كوان مسيرته بالقول إن "رحلتي بدأت على متن قاربٍ وقضيت عامًا في مخيم للاجئين، وبطريقةٍ ما انتهى بي المطاف هنا في أكبر مسرحٍ في هوليوود".

## من لاجئ إلى نجم عالمي
هاجر كوان مع أسرته عندما كان عمره لا يتجاوز سبعة أعوام، على متن قارب متجه من فيتنام إلى هونغ كونغ، مع والده، بينما اختارت والدته وأشقاؤه الثلاثة ماليزيا، وبقي عاماً في مخيم للاجئين، ليستقر مع أسرته عام 1979 في الولايات المتحدة الأمريكية.

## أعمال

### أفلام
| السنة | العنوان                      | الدور |
| ----- | ---------------------------- | ----- |
| 1984  | إنديانا جونز ومعبد الهلاك    |       |
| 1992  | إنسينو مان                   |       |
| 2022  | كل شيء في كل مكان دفعة واحدة |       |
| 2025  | الحالة الإلكترونية           |       |

## وصلات خارجية
- جوناثان كي كوان على موقع IMDb (الإنجليزية)
- جوناثان كي كوان على موقع ميتاكريتيك (الإنجليزية)
- جوناثان كي كوان على موقع روتن توميتوز (الإنجليزية)
- جوناثان كي كوان على موقع مونزينجر (الألمانية)
- جوناثان كي كوان على موقع قاعدة بيانات الأفلام العربية
- جوناثان كي كوان على موقع قاعدة بيانات الأفلام العربية
- جوناثان كي كوان على موقع ألو سيني (الفرنسية)
- جوناثان كي كوان على موقع تيرنر كلاسيك موفيز (الإنجليزية)
- جوناثان كي كوان على موقع أول موفي (الإنجليزية)
- جوناثان كي كوان على موقع قاعدة بيانات الأفلام السويدية (السويدية)